# Odprawa pośmiertna
Odprawa pośmiertna – świadczenie pieniężne przysługujące rodzinie pracownika zmarłego podczas trwania stosunku pracy lub pobierania przez niego zasiłku z tytułu niezdolności do pracy po rozwiązaniu takiego stosunku.
Jego wysokość uzależniona jest od stażu pracy u aktualnego, lub  poprzedniego pracodawcy (w przypadku przejścia zakładu pracy na innego pracodawcę) i wynosi:
- 1 – miesięczne wynagrodzenie w przypadku, gdy pracownik był zatrudniony krócej niż 10 lat,
- 3 – miesięczne wynagrodzenie, w momencie kiedy pracownik był zatrudniony co najmniej 10 lat,
- 6 – miesięczne wynagrodzenie, jeżeli pracownik był zatrudniony co najmniej 15 lat[3].

## Uprawnienia do odprawy pośmiertnej
Odprawę pośmiertną dzieli się w częściach równych pomiędzy wszystkich uprawnionych członków rodziny, a w przypadku tylko jednego pozostałego po zmarłym uprawnionym połowa całości kwoty przewidzianej przepisami. Uprawnionymi do odprawy są członkowie rodziny zmarłego – małżonek oraz pozostali członkowie rodziny, którzy są uprawnieni do uzyskania renty rodzinnej w myśl przepisów o emeryturach i rentach z Funduszu Ubezpieczeń Społecznych.
W przypadku ubezpieczenia pracownika na życie przez pracodawcę odprawa pośmiertna nie zostaje wypłacana. Jeżeli odszkodowanie z zakładu ubezpieczeń jest natomiast niższe niż kodeksowa odprawa pośmiertna, pracodawca zobowiązany jest wypłacić różnicę pomiędzy tymi świadczeniami.